# شهرستان لیک (کلرادو)
شهرستان لیک، کلرادو (به انگلیسی: Lake County, Colorado) یک سکونتگاه مسکونی در ایالات متحده آمریکا است که در کلرادو واقع شده‌است.

## خصوصیات
شهرستان لیک ۹۹۴٫۵۶ کیلومترمربع مساحت دارد.